# Paisatge vitícola del Piemont: Langhe-Roero i Monferrato
El paisatge vitícola del Piemont: Langhe-Roero i Monferrato és el nom oficial d'un lloc triat per la UNESCO com a Patrimoni de la Humanitat. Comprèn «cinc zones vinícoles diferents amb paisatges excepcionals i el castell de Cavour» a la regió de Piemont, Itàlia.
El lloc, que s'estén per les zones muntanyoses de Langhe i Monferrato, és una de les àrees vinícoles més importants d'Itàlia. Està situat al centre de la regió de Piemont, al nord-oest d'Itàlia. Està inscrit com un «paisatge cultural», ja que és el resultat del treball conjunt de la natura i l'ésser humà. Es troba en la llista del Patrimoni de la Humanitat de la UNESCO gràcies al valor excepcional de la cultura del vi, que ha modelat el paisatge durant segles.

## Descripció

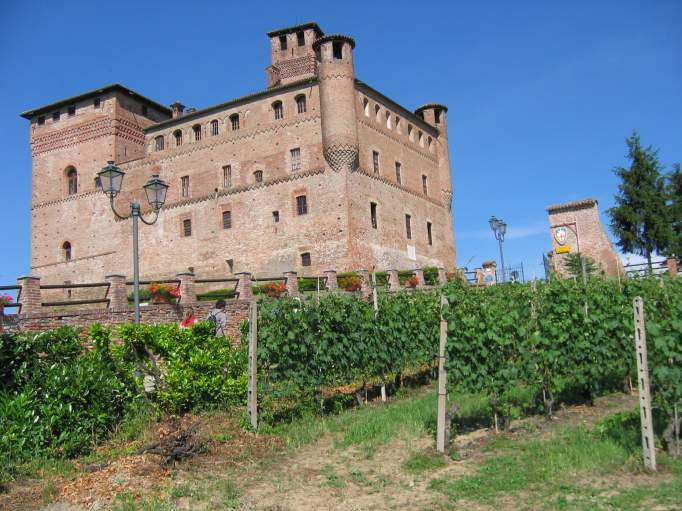
El castell de Grinzane Cavour

Aquest paisatge cultural inclou cinc zones vitivinícoles amb diferents paisatges excel·lents i el castell de Grinzane Cavour, un nom emblemàtic en el desenvolupament dels vinyers i de la història italiana. Està situat a la part sud del Piemont, entre el riu Po i els Apenins de Ligúria. Inclou una àmplia gamma de processos tècnics i econòmics relacionats amb la viticultura i la vinificació que va caracteritzar la regió durant segles. A la zona es va trobar pol·len que data del segle v aC, quan el Piemont era un lloc de trobada i intercanvi entre els etruscs i celtes. De fet, algunes paraules etrusques i celtes relacionades amb el vi encara s'utilitzen en piemontès. Durant l'Imperi Romà Plini el Vell va esmentar la regió com una de les millors per al cultiu de vinyes en l'antiga Itàlia, i Estrabó va escriure sobre els seus barrils.

## Zones
| Núm. identificador | Nom                           | Superfície (ha) | Superfície intermèdia (ha) | Coordenades                                        |
| ------------------ | ----------------------------- | --------------- | -------------------------- | -------------------------------------------------- |
| 1390-001           | La Langa del barolo           | 3.051           | A=59.306                   | 44° 36′ 31″ N, 7° 57′ 49″ E / 44.60861°N,7.96361°E |
| 1390-002           | El castell de Grinzane Cavour | 7               | A                          | 44° 39′ 7″ N, 7° 59′ 39″ E / 44.65194°N,7.99417°E  |
| 1390-003           | Els pujols del Barbaresco     | 891             | A                          | 44° 43′ 14″ N, 8° 5′ 15″ E / 44.72056°N,8.08750°E  |
| 1390-004           | Nizza Monferrato i el Barbera | 2.307           | A                          | 44° 47′ 47″ N, 8° 18′ 18″ E / 44.79639°N,8.30500°E |
| 1390-010           | Canelli i l'Asti spumante     | 1.971           | A                          | 44° 44′ 17″ N, 8° 14′ 59″ E / 44.73806°N,8.24972°E |
| 1390-011           | El Monferrato de l'infernòt   | 2.561           | B=16.943                   | 45° 3′ 3″ N, 8° 23′ 23″ E / 45.05083°N,8.38972°E   |
| Total              | Total                         | 10.789          | 76.249                     |                                                    |